# Tim Hegarty
Tim Hegarty (* um 1960) ist ein US-amerikanischer Jazzmusiker (Sopran- und Tenorsaxophon, Arrangement) des Modern Jazz.

## Leben und Wirken
Hegarty hatte mit 14 Jahren Gelegenheit, mit Art Farmer, Clark Terry und Jon Faddis zu spielen. Unterricht hatte er dann bei Frank Foster. Nach einem Auftritt mit dem Guggenheim Concert Orchestra im Lincoln Center 1984 erhielt er ein Stipendium zum Studium der Klarinette bei Ben Armato (Metropolitan Opera). Außerdem studierte er Harmonielehre und Piano bei Harold Danko und James Williams. 1985 holte ihn Gil Evans in seine Band. Ab 1986 studierte er an der University of Miami, an der er Holzblasinstrumente, Komposition und Arrangement belegte. Nach seiner Rückkehr nach New York City 1989 setzte er sein Studium an der Manhattan School of Music und The New School fort.
Als Stipendiat des Zoot Sims Award gab er Konzerte in Spanien mit seiner Band.der auch Brad Mehldau angehörte. Nach dem Masterabschluss am Queens College, an dem er bei Jimmy Heath und Donald Byrd Saxophon, Komposition und Arrangement studiert hatte, gehörte er dem Gil Evans Orchestra an, das im Sweet Basil auftrat, dann der Mingus Big Band. In den folgenden Jahren arbeitete er u. a. mit Mike Stern, Akira Tana,  Lonnie Plaxico, Ben E. King, Tom Malone und Pete Levin. 2992 nahm er sein Debütalbum mit Gil Goldstein, Mark Egan und Kenwood Dennard auf. 2011 orchestrierte und arrangierte er für Ben E. King, mit dem Rundfunkmitschnitte beim Tokyo Jazz Festival entstanden. Zuletzt legte er 2014 das Album Tribute vor, das er mit Kenny Barron, Rufus Reid, Carl Allen und Mark Sherman eingespielt hatte. 2019/20 leitet er ein eigenes Quartett, dem Winard Harper, Charlie Sigler (Gitarre) und Vince Dupont (Bass) angehören.